# Greti Schmid

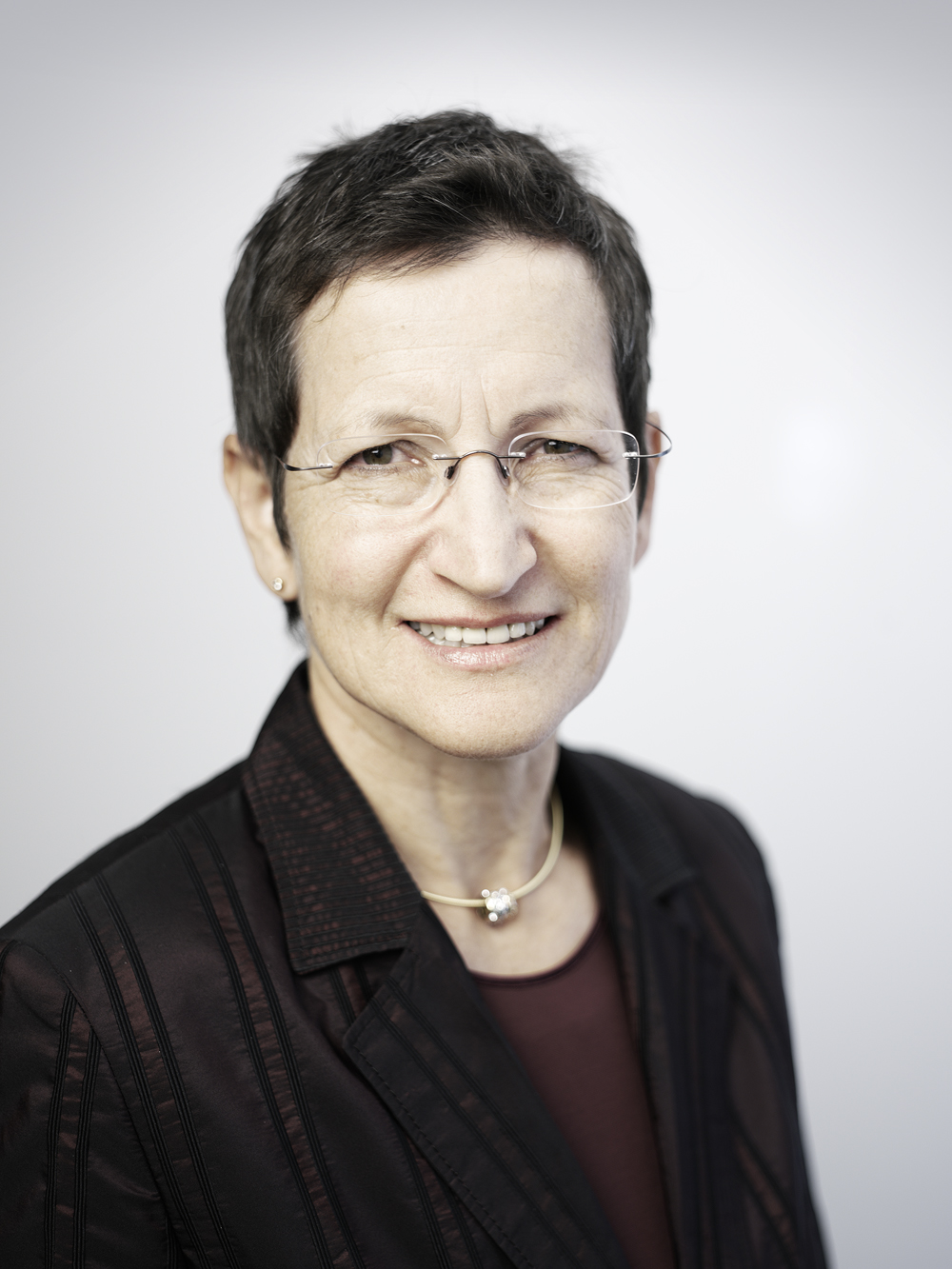
Greti Schmid (2010)

Greti Schmid (* 24. Mai 1954 in Bruneck, Südtirol als Greti Pohlin) ist eine österreichische Politikerin (ÖVP). Schmid war von 2000 bis 2014 Landesrätin in der Vorarlberger Landesregierung.

## Ausbildung
Nach der Matura an der Handelsoberschule in Bozen studierte sie Biologie an der Universität Innsbruck und promovierte 1979 dort. Weiters erhielt sie 1984 die Zulassung als Dolmetscherin für Italienisch. Von 1986 bis 1988 war sie in der Privatwirtschaft in Bregenz und von 1989 bis 2000 als Assistentin der Krankenhausleitung im Landeskrankenhaus Feldkirch tätig.

## Politische Karriere
Ihre politische Betätigung begann Schmid in Göfis. Von 1995 bis 2000 war sie Gemeindevertreterin der dortigen Offenen Dorfliste und Obfrau des Sozialausschusses. In den Jahren 1999 und 2000 war sie Landtagsabgeordnete für die ÖVP im Vorarlberger Landtag und als solche Obfrau des Umweltausschusses und Frauen-, Umwelt- und Gesundheitssprecherin der Volkspartei. Von Oktober 2000 an war sie als Landesrätin in der Vorarlberger Landesregierung als Nachfolgerin von Eva Maria Waibel für die Bereiche Familie, Frauen, Jugend und Senioren, Soziales, Pflege und Betreuung, Angelegenheiten der Entwicklungszusammenarbeit, Informatik sowie Telekommunikationspolitik zuständig.
Greti Schmid war in den 14 Jahren ihrer Regierungstätigkeit Mitglied von insgesamt vier ÖVP-geführten Landesregierungen unter zwei unterschiedlichen Landeshauptmännern. Erstmals in die Landesregierung kam sie am 11. Oktober 2000 in der Landesregierung Sausgruber II unter Landeshauptmann Herbert Sausgruber, war in der Folge Mitglied in den Landesregierungen Sausgruber III und Sausgruber IV sowie schließlich ab 7. Dezember 2011 Mitglied der Landesregierung Wallner I unter Landeshauptmann Markus Wallner. Bereits im Vorfeld der Landtagswahl 2014 kündigte Schmid ihren Rückzug aus der Politik an und schied damit nach der Wahl aus der Landesregierung aus.
Anlässlich ihres Ausscheidens betonte Landeshauptmann Wallner vor dem Landtag, dass ihr Wirken von einem beachtlichen Durchhaltevermögen und einem starken Rückgrat geprägt gewesen sei und zur bedürfnisgerechten Weiterentwicklung des sozialen Netzwerks in Vorarlberg mit unter anderem dem Urlaub für pflegende Angehörige, dem „Frühe Hilfen“-Programm, dem Finanzführerschein, der Hauskrankenpflege, dem Kompetenzzentrum für Kinderschutz oder den Mobilen Hilfsdiensten beigetragen habe.
Von Februar 2001 bis März 2015 war Greti Schmid auch Landesleiterin des ÖVP-Frauenbundes in Vorarlberges. Ihre Nachfolgerin in dieser Funktion ist die Landtagsabgeordnete Martina Rüscher. Anlässlich ihres Ausscheidens wurde Schmid zur Ehrenobfrau ernannt. Aus Protest gegen die geplante Reform der österreichischen Krankenkassen durch die Bundesregierung legte Greti Schmid, die seit ihrem Ausscheiden aus der Politik Vorsitzende im Beirat der Vorarlberger Gebietskrankenkasse (VGKK) gewesen war, diese Funktion im Dezember 2018 zurück. 
Sie ist ehrenamtlich für das Suchtzentrum Maria Ebene tätig.

## Privates
Greti Schmid ist verheiratet, hat zwei Töchter und wohnt in Göfis.